# El ferroviario / Cuando amanece el nuevo día
«El ferroviario / Cuando amanece el nuevo día» es un sencillo del cantautor chileno Ángel Parra, lanzado en 1971 bajo el sello que creó junto a su hermana Isabel, La Peña de los Parra, y distribuido por el sello chileno DICAP. Pertenece a su álbum Cuando amanece el día, lanzado el año siguiente bajo los mismos sellos.
Ambos temas son compuestos por Ángel, y el lado B en el álbum se llama «Cuando amanece el día».
El ferroviario cuenta con acompañamiento en armónica de Julio Villalobos, integrante de  Blops. 

## Lista de canciones
Toda la música compuesta por Ángel Parra. 
| Lado A |                  |          |  |
| N.º    | Título           | Duración |  |
| 1.     | «El ferroviario» |          |  |

| Lado B |                               |          |  |
| N.º    | Título                        | Duración |  |
| 2.     | «Cuando amanece el nuevo día» |          |  |